# Residentie

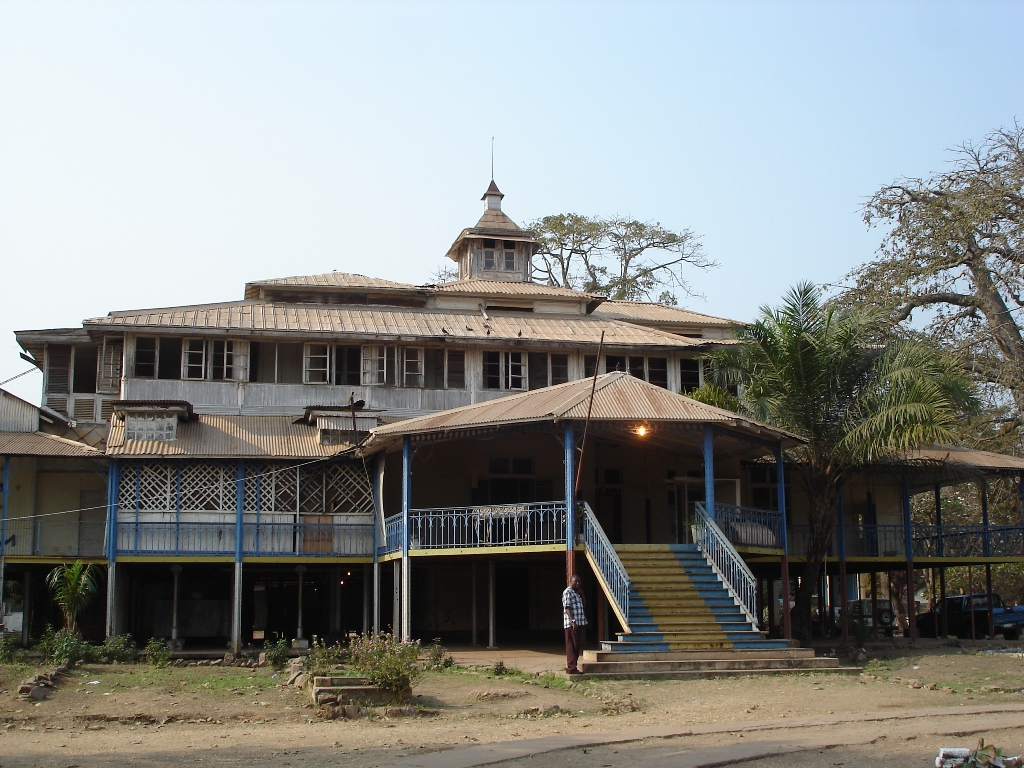
Voormalige residentie van de gouverneur-generaal van Belgisch-Congo, te Boma.

Een residentie is, letterlijk, een plaats waar iemand of iets verblijft.
De term slaat doorgaans op de al dan niet officiële woning (ambtswoning, paleis) van een persoon met een (hoge) functie. Onder het Verdrag van Wenen inzake diplomatiek verkeer geniet de residentie van een ambassadeur onschendbaarheid. Die mag pas door de autoriteiten van het gastland betreden worden na toestemming van de ambassadeur.
Daarnaast wordt de term gebruikt voor een gebied in het vroegere Nederlands-Indië onder een resident, zoals de residentie Batavia. Meester Cornelis viel bijvoorbeeld onder die residentie.
In ruimere zin wordt residentie ook wel gebruikt voor de plaats waarin zich die woning bevindt; dan is residentie vaak synoniem met regeringszetel.

## Voorbeelden van woningen als residenties
- Paleis Huis ten Bosch van de Koning der Nederlanden
- Witte Huis van de President van de Verenigde Staten
- Élysée van de President van de Franse Republiek
- Buckingham Palace van de Britse monarch in Londen

## Voorbeelden van plaatsen als residenties
- Den Haag heet in Nederland ook wel "De Residentie"
- Rovaniemi geldt als de residentie van de Kerstman